# Hamadōri
Hamadōri (浜通り?) è la più orientale delle tre regioni della Prefettura di Fukushima in Giappone, le altre due sono Nakadōri nella zona centrale della prefettura e Aizu a ovest. La superficie di Hamadōri è di 2969,11 km² e ha una popolazione di 452 588 abitanti (1 ottobre 2017).
La città principale della zona è Iwaki.